# Beda Thum
Beda Thum OSB, geboren als Kuno Thum, (* 11. Dezember 1901 in Regensburg; † 2. August 2000 in Schweiklberg) war Mönch der Benediktinerabtei Metten und Professor für Philosophie in Salzburg und Wien.

## Biografie
Nach dem Abitur an der Oberrealschule in Regensburg studierte Kuno Thum an der Ludwig-Maximilians-Universität München Mathematik, Philosophie und Katholische Theologie. 1922 trat er in das Benediktinerkloster Metten ein und erhielt bei der Profess den Ordensnamen Beda. Anschließend setzte er an der Universität Würzburg das Studium der Mathematik und Physik fort, das er mit einer Promotion im Fach Mathematik abschloss. Nach nur kurzer Tätigkeit als Lehrer am Gymnasium in Metten wurde er 1939 als Professor für Philosophie an die Benediktinerhochschule Sant’Anselmo nach Rom berufen. 1950 übernahm er einen Lehrauftrag an der Katholisch-Theologischen Fakultät in Salzburg. 1962 schließlich folgte die Berufung zum Professor für Philosophie an die Katholisch-Theologische Fakultät der Universität Wien, wo er bis zu seiner Emeritierung 1972 tätig war.

## Werke (Auswahl)
- Lösung von Randwertaufgaben der Wärmelehre und Potentialtheorie durch Reihenentwicklungen und Integraldarstellungen, in: Journal für die reine und angewandte Mathematik. Bd. 168/2 (1932) 65–90 (Würzburg, Phil. Diss., 1929).
- mit Albert Auer: Weltbild und Metaphysik, München u. a. 1958.
- Symphilosophie. Gesammelte Studien von Beda Thum, anläßl. seines 80. Geburtstages, hrsg. von Ulrich Faust, Salzburg 1981.